# Jinete de Bamberg
El Jinete de Bamberg o Caballero de Bamberg (en alemán Der Bamberger Reiter o der steinerne (pétreo) Reiter) es una escultura ecuestre de bulto redondo, colocada en el interior de la catedral de Bamberg, Baviera, Alemania. La escultura fue tallada en la primera mitad del siglo XIII, probablemente en 1225, antes de la consagración de la iglesia catedral en 1237. Es una lograda manifestación de arte gótico, con influencias de los escultores de las catedrales góticas francesas, como Reims. Se encuentra en una ménsula adosada a una pilastra del coro oriental.

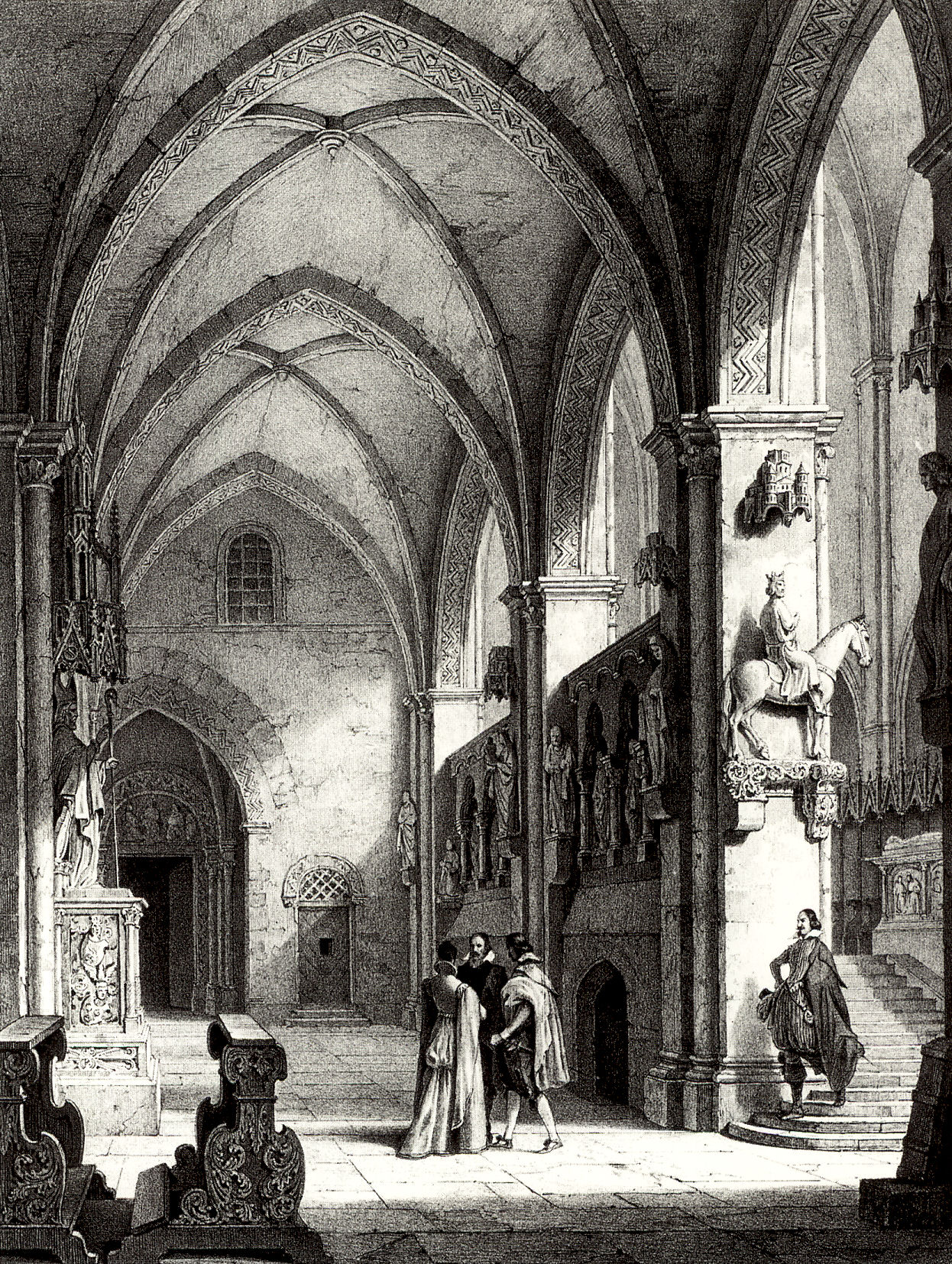
Litografía de 1820 de la puerta de Santa María de la Catedral de Bamberg.

La figura representada a tamaño natural es la de un caballero rasurado, con corona y sin armas, mirando a un lado. La posición erguida sobre el caballo denota un porte señorial y la corona ceñida indica que se trata de un personaje regio, encarnando las virtudes de la nobleza germana de la época medieval.
Se desconoce la identidad del personaje retratado, si bien se apunta como posibles el Emperador Enrique II el Santo (973-1024), enterrado precisamente en la catedral de Bamberg, su cuñado Esteban I de Hungría, Conrado III de Suabia (1093-1192), que nació y murió en Bamberg, y otros (como un rey mago o el emperador romano Constantino).
El caballo está embridado y lleva un arnés decorado, con herraduras en los cascos, siendo la primera vez que aparece en el arte la herradura equina. Se supone que la escultura estaba originalmente policromada.